# Sabelliphilus elongatus
Sabelliphilus elongatus är en kräftdjursart som beskrevs av Michael Sars 1862. Sabelliphilus elongatus ingår i släktet Sabelliphilus, och familjen Sabelliphilidae. Arten är reproducerande i Sverige.